# The Cult Is Alive
The Cult Is Alive este cel de-al unsprezecelea album de studio al formației Darkthrone. Este cel de-al cincilea album lansat prin casa de discuri Peaceville Records, precedentul fiind Transilvanian Hunger.
Albumul marchează o schimbare radicală a stilului muzical, influențele crust punk fiind evidente. Pentru melodia "Too Old Too Cold" s-a filmat primul videoclip al formației.
Revista Terrorizer a clasat The Cult Is Alive pe locul 30 în clasamentul "Cele mai bune 40 de albume ale anului 2006".

## Lista pieselor
1. "The Cult Of Goliath" - 04:02
2. "Too Old Too Cold" - 03:04
3. "Atomic Coming" - 04:51
4. "Graveyard Slut" - 04:04
5. "Underdogs And Overlords" - 04:02
6. "Whisky Funeral" - 03:59
7. "De underjordiske (Ælia Capitolina)" (Cei din subteran (Ælia Capitolina)) - 03:14
8. "Tyster på Gud" (Trădându-l pe Dumnezeu) - 03:09
9. "Shut Up" - 04:46
10. "Forebyggende krig" (Război preventiv) - 03:41

## Personal
- Fenriz - baterie, vocal
- Nocturno Culto - vocal, chitară, chitară bas

## Clasament
| Țara     | Poziția |
| -------- | ------- |
| Norvegia | 22      |
| Suedia   | 59      |